# Эль-Гриба
Эль-Гриба (араб. كنست الغريبة‎, Эль-Гриба, ивр. בית הכנסת אלגריבה‎) — синагога, расположенная на тунисском острове Джерба, в деревне Эр-Рияд (бывшая еврейская деревня Хара-Шрира) в нескольких километрах к юго-западу от административного центра Джербы — Хумт-Сука. В синагоге хранится один из старейших в мире Свитков Торы. Синагога является пунктом назначения ежегодного паломничества многих тунисских евреев после празднования Песаха.

## История
Возраст синагоги — более 2000 лет, она является самой старой синагогой Туниса и одной из древнейших в Африке. Согласно устным преданиям, она была построена коэном, иммигрировавшим после разрушения первого Иерусалимского храма. Современное здание было построено в XIX веке и заменило здание XVI века.
В наше время синагога несколько раз подвергалась нападениям. Во время праздника Симхат Торы 1985 года один из полицейских открыл огонь по толпе людей, что привело к гибели троих человек, включая одного ребёнка. 11 апреля 2002 года рядом с синагогой был взорван грузовик со взрывчаткой, в результате погибли 21 человек, 14 из которых являлись немецкими туристами. Ответственность за этот теракт взяла на себя Аль-Каида. 5 октября 2023 года было совершено вооруженное нападение на синагогу во время которого погибли три человека, а ещё девять ранены.

## Галерея

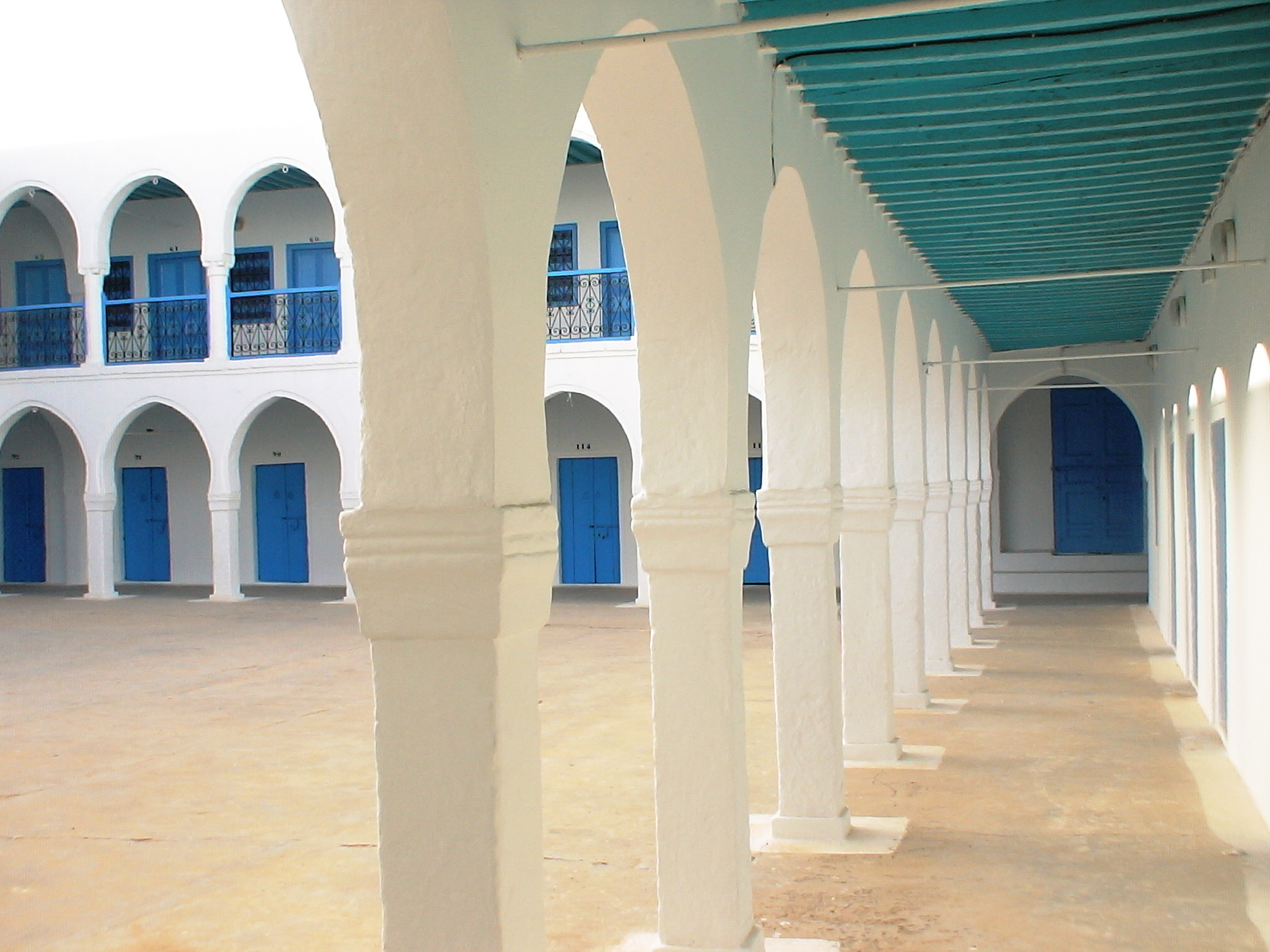
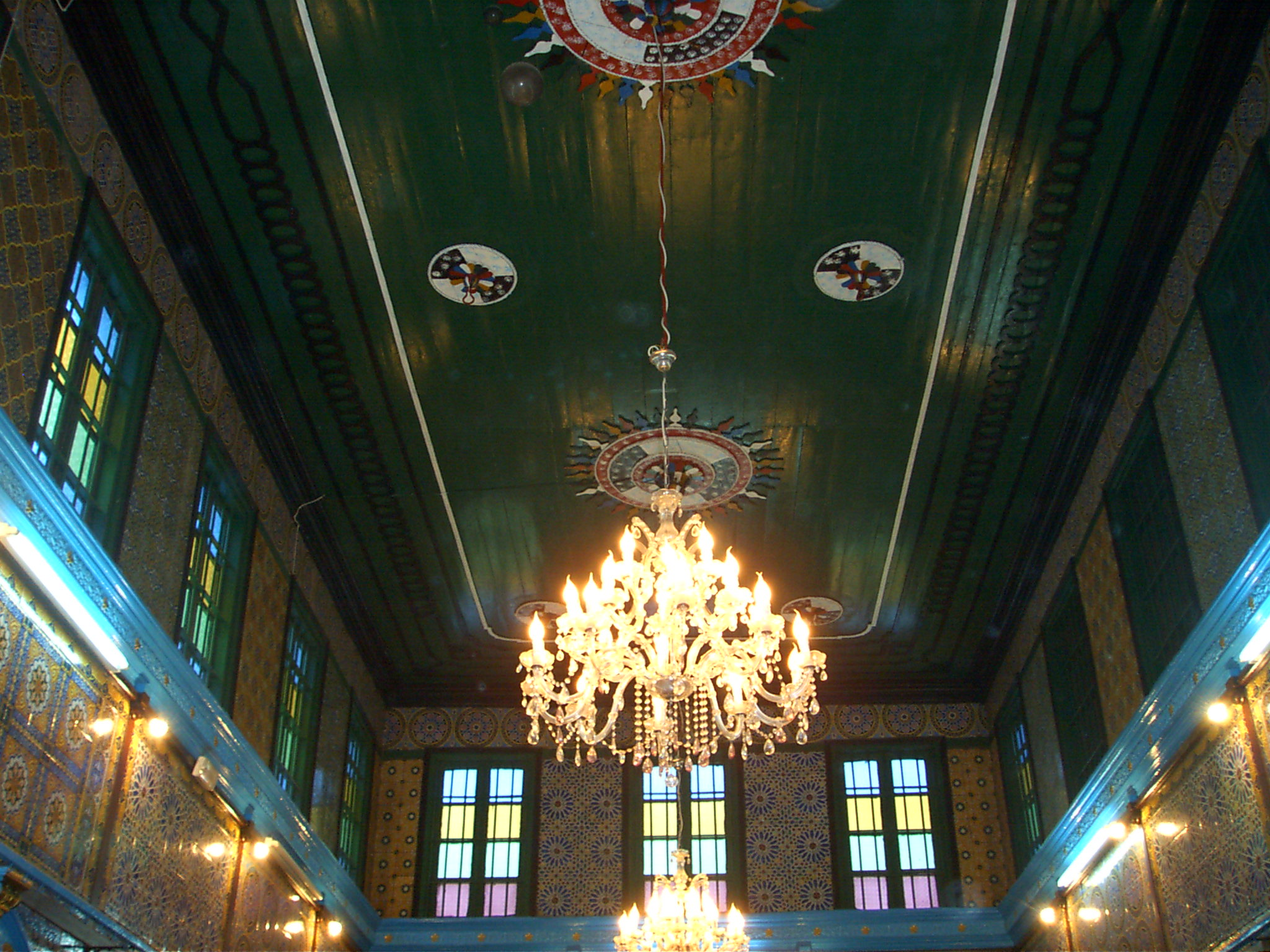
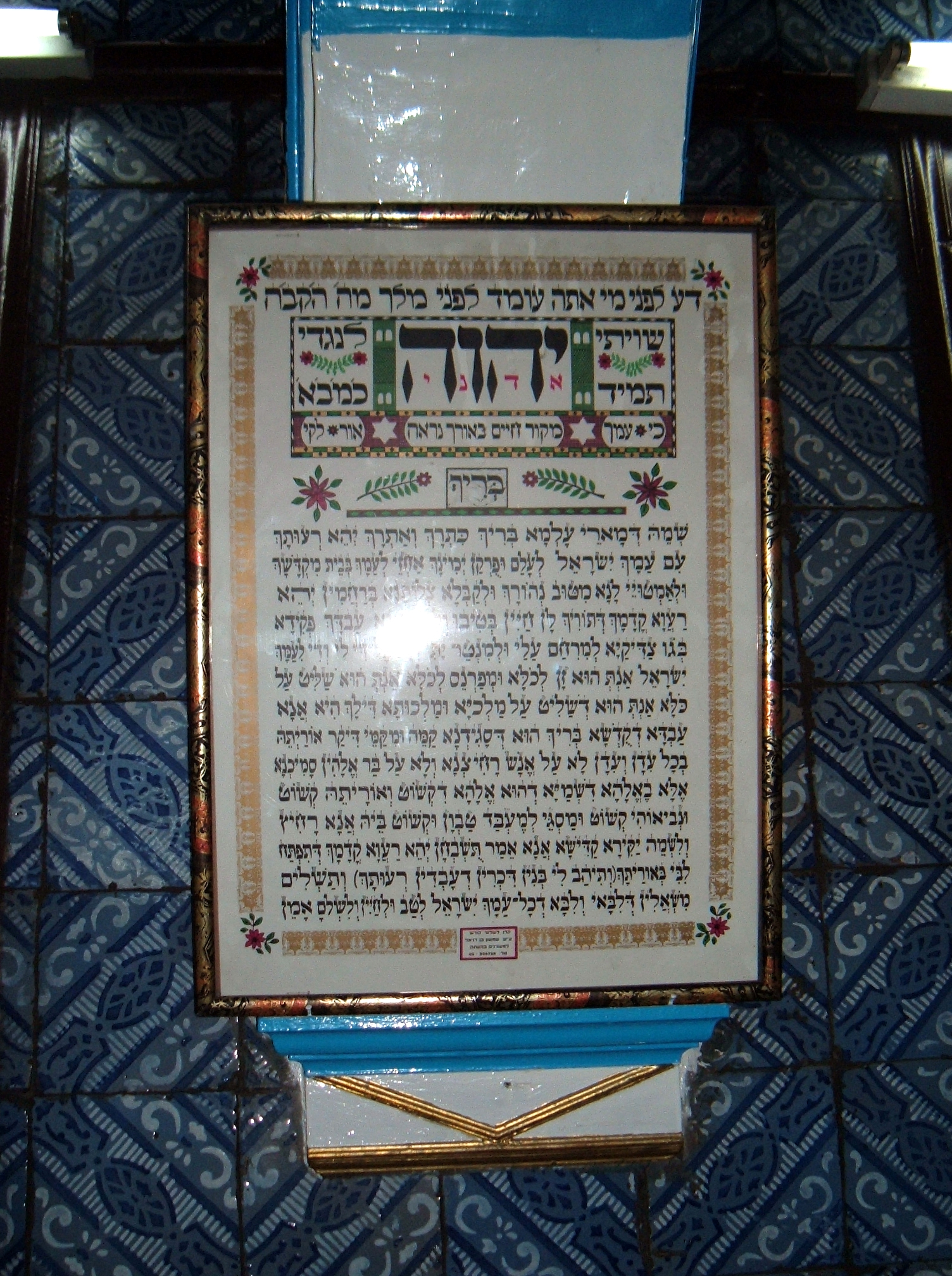
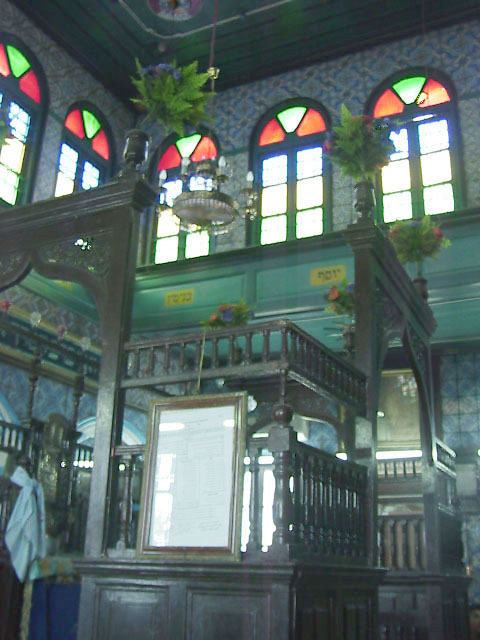